# Graes (Adelsgeschlecht)

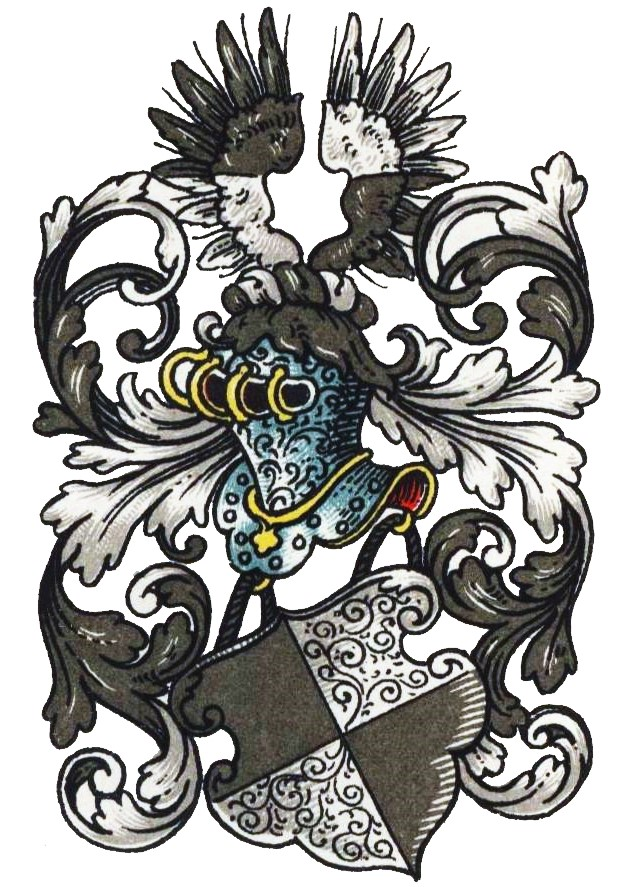
Stammwappen derer von Graes im Wappenbuch des Westfälischen Adels

Graes (auch Grass, Gras, Graz o. ä.) ist der Name eines westfälischen Adelsgeschlechts.

## Geschichte
Das Geschlecht, das im Laufe der Zeit zur westfälischen, trierischen und hessischen Ritterschaft zählte, hatte seinen namensgebenden Stammsitz in Graes, heute ein Stadtteil von Ahaus im westlichen Münsterland.
Im Münsterland hatte die Familie neben ihrem Stammsitz einen Burgmannsitz auf Ahaus. Bereits 1268 erscheint dort ein Ortwinus de Gras miles et castrensis in Ahus. Ferner besaßen sie Almsick (urkundl. 1366), Haus Holtwick (urkundl. 1421–1538), Diepenbrock (urkundl. 1817), Hackelenburg (urkundl. 1817), Hameren (urkundl. 1817), Lohburg (urkundl. 1500–1817), Burg Patzlar (urkundl. 1600). Im Rheinland hatte die Familie ferner Fliesteden (urkundl. 1618–1720), Gaesdonck (urkundl. 1720–1782), Geyen (urkundl. 1753–1761), Glessen (urkundl. 1691–1720) und Titz (urkundl. 1782). In der niederländischen Provinz Overijssel Mertlage und Pleckenpohl (urkundl. 1600).
Eine Linie in Hessen erscheint ab 1677 freiherrlich und spaltete sich in drei Linien, von denen die jüngere sich nach Preußen wandte, die ältere 1775 erlosch und die mittlere Linie zu Stauffenberg aber sei 1810 in Nassau bedienstet war. Die Freiherrenwürde war ab 1843 im Herzogtum Nassau anerkannt.
Am 19. März 1873 erhielt Clemens Goswig Felix Hubertus Maria von Beesten, Universalerbe seiner kinderlos verstorbenen Mutterschwester Carolina Anna Freifrau von Graes, geb. Freiin von Kolff-Vettelhoven, die königlich-preußische Erlaubnis zur Namensänderung und Führung des Freiherrentitels. Aus dem Geschlecht der Freiherren von Graes lebte 1878 noch Bernhard Anton Freiherr von Graes auf Haus Emsbüren.
Das Geschlecht ist im 19. Jahrhundert erloschen.

## Persönlichkeiten
- Goswin von Graes († 1442), Domherr in Münster
- Hermann von Graes (* 1385), Domherr in Münster und Osnabrück
- Wilhelm von Graes, Domherr in Münster
- Ortuin Gratius (Ortwin von Graes) (1481–1542), deutscher Humanist, Lehrer an der Artistenfakultät in Köln und Empfänger der meisten Dunkelmännerbriefe

## Wappen
- Blasonierung des Stammwappens: Von Schwarz und Silber geviert. Auf dem schwarz-silbern bewulsteten Helm mit schwarz-silbernen Helmdecken ein quergeteilter Flug von gewechselten Farben.[1]
- Blasonierung des Freiherrenwappens: Von Silber und Silber geviert mit Herzschild (Stammwappen). Feld 1 ein natürlicher Reiher, Felder 2 und 3 drei rote linksschräge Balken und Feld 4 eine rote Rose. Zwei gekrönte Helme: I. ein offener Flug, Schwarz und Silber, übereck geteilt; II. zwischen einem offenen silbern und schwarz übereck geteilten Flug der Reiher, wachsend. Die Helmdecken sind rechts schwarz-silbern, links rot-silbern.[3]

Das Stammwappen derer von Graes belegt eine Verwandtschaft mit den wappenähnlichen Ahaus.

Wappen von Graes, Stadtteil von Ahaus
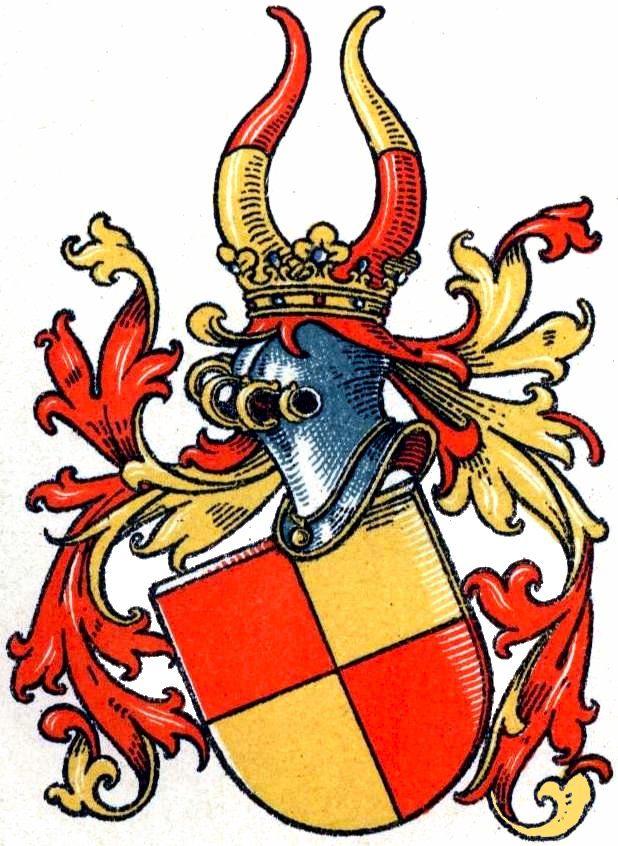
Wappen derer von Ahaus
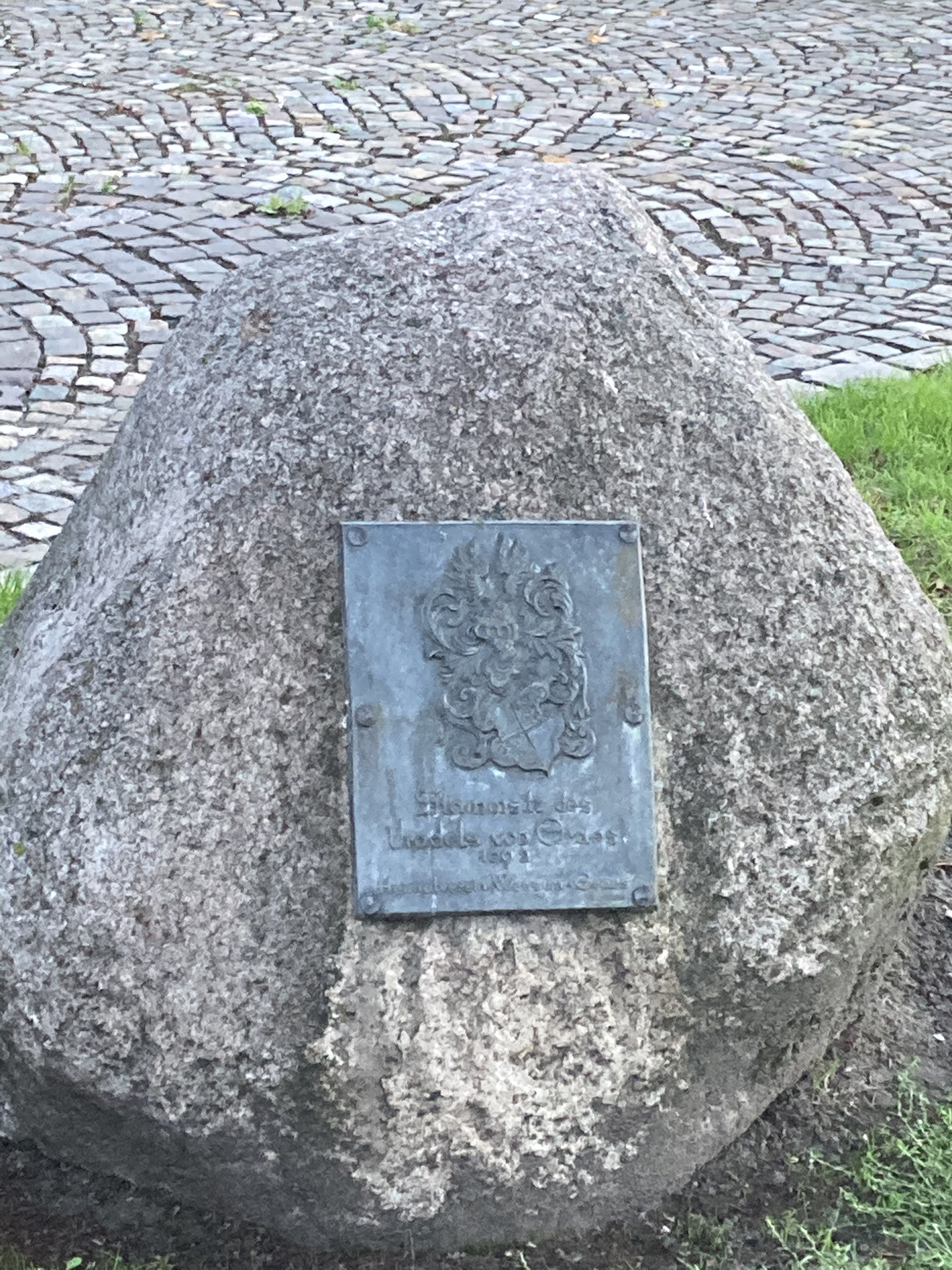
Gedenkstein mit dem Wappen derer von Graes
Wappen derer von Graes